# Premontrei Rendi Szent Norbert Gimnázium (Szombathely)
A Premontrei Rendi Szent Norbert Gimnázium középiskola Szombathelyen. Az iskola névadója Szent Norbert 11-12. századi magdeburgi érsek, a premontrei rend alapítója.

## Története
Elődjét ferencesek alapították 1771-ben, Mária Terézia uralkodó ezt erősítette meg 1772-ben amikor aláírta az iskola alapítólevelét. Az első Ratio Educationis 1789-től nagygimnáziummá tette, a második Ratio Educationis után 1808-ban a Premontrei rend vette át a vezetését. Tanulólétszámai ezidőben 200-300 fő között alakultak. Az iskola 1894-tól új helyet kapott, és azóta a tanítás az egykori Batthyány-ház kertjében folyik. 1948-ban amikor a magyarországi iskolákat az induló kommunista diktatúra államosítani kezdte, betiltották a premontreiek tanítói tevékenységét. A gimnáziumot összeolvasztották a város másik gimnáziumával, a Faludi Ferenc Gimnáziummal, és az ebből alakult új intézmény lett az állami Nagy Lajos Gimnázium.

### Napjainkban
A gimnáziumot dr. Horváth Lóránt Ödön apát vezetésével 1994-ben alapította újra a Csornai Premontrei Apátság.
2017–2020-ban új épületszárnnyal bővült az iskola és a sportudvar létesítményeit is felújították. Ehhez a fenntartó a központi költségvetésből 900 millió forint támogatást kapott. Az iskolában 2021-ben több mint 600 diák tanult. 2025-ben az újraalapítás 30. jubileumát ünnepelte az iskola, az ünnepséget követően a díszteremben egy fotókiállítást is nyitottak.

## A gimnázium híres diákjai
- Albert István (1912–2004) újságíró, zenekritikus [6]
- Festetics Sándor (1882-1956) honvédelmi miniszter[7]
- Mindszenty József (1892–1975) esztergomi érsek, bíboros-hercegprímás [8]